# Kommunarde
Mit Kommunarde (von frz. communard) wird der Bewohner einer Kommune im Sinne einer Lebensgemeinschaft bezeichnet, die sich unter einem gemeinsamen Konzept zusammengeschlossen hat.
Kommunarden wurden erstmals die Mitglieder der Pariser Kommune genannt, des revolutionären Pariser Stadtrats, der von März bis Mai 1871 versuchte, eine sozialistische Regierung in Paris einzuführen. Dann ließ Adolphe Thiers in der so genannten „Blutigen Maiwoche“ die Kommune niederschlagen. Den Kämpfen und den folgenden Massenexekutionen fielen etwa 30.000 Kommunarden zum Opfer.
Ende der 1960er Jahre nannten sich Kommunarden auch die Mitglieder von Lebensgemeinschaften in Deutschland, die neue Formen des sozialen Zusammenlebens erprobten. Einige Kommunen gerieten auch in das Blickfeld der Öffentlichkeit, so die Kommune I und die Kommune 2 in Berlin.